# Система футбольных лиг Мексики
Чемпионат Мексики по футболу — турнир, проводящийся под эгидой Федерации футбола Мексики среди профессиональных футбольных клубов Мексики. Проводится с сезона 1943/1944, до этого футбол находился на любительском уровне. Система лиг в Мексики состоит из четырёх уровней:
1. Лига MX (18 клубов)
2. Ассенсо МХ (16 клубов)
3. Второй дивизион: Премьер Ассенсо — 2 группы (32 клуба), Нуэвос Талентос — 2 группы (26 клубов)
4. Третий дивизион — 14 групп (214 клубов)

## Текущая структура
| Уровень | Лига/Дивизионы | Лига/Дивизионы |
| 1       | Лига MX 18 клубов (один клуб понижается в Ассенсо МХ)                                                                            | Лига MX 18 клубов (один клуб понижается в Ассенсо МХ)                                                              |
| 2       | Ассенсо MX 16 (15) клубов (один клуб повышается в Лигу МХ, один понижается в Сегунду—Премьер Ассенсо)                            | Ассенсо MX 16 (15) клубов (один клуб повышается в Лигу МХ, один понижается в Сегунду—Премьер Ассенсо)              |
| 3       | Второй дивизион — Премьер Ассенсо 32 клуба в двух группах (один клуб повышается в Ассенсо МХ, один понижается в Третий дивизион) | Второй дивизион — Нуэвос Талентос 26 клубов в двух группах (без повышения, один клуб понижается в Третий дивизион) |
| 4       | Третий дивизион 214 клубов в четырнадцати группах (два клуба повышаются во Второй дивизион)                                      | Третий дивизион 214 клубов в четырнадцати группах (два клуба повышаются во Второй дивизион)                        |

## Лига женского футбола Мексики
Лига женского футбола Мексики (исп. Liga Mexicana de Fútbol Femenil) существует с 2007 года и состоит из двух уровней.
| Уровень | Лига                   | Лига                   | Лига                   | Лига                   | Лига                   | Лига                   |
| ------- | ---------------------- | ---------------------- | ---------------------- | ---------------------- | ---------------------- | ---------------------- |
| 1       | Суперлига 19 клубов    | Суперлига 19 клубов    | Суперлига 19 клубов    | Суперлига 19 клубов    | Суперлига 19 клубов    | Суперлига 19 клубов    |
| 2       | Лига Премьер 11 клубов | Лига Премьер 11 клубов | Лига Премьер 11 клубов | Лига Премьер 11 клубов | Лига Премьер 11 клубов | Лига Премьер 11 клубов |